# Маттідейл (Нью-Йорк)
Маттідейл (англ. Mattydale) — переписна місцевість (CDP) в США, в окрузі Онондага штату Нью-Йорк. Населення — 6250 осіб (2020).

## Географія
Маттідейл розташований за координатами 43°5′57″ пн. ш. 76°8′20″ зх. д. / 43.09917° пн. ш. 76.13889° зх. д. (43.099176, -76.138830).  За даними Бюро перепису населення США в 2010 році переписна місцевість мала площу 4,97 км², уся площа — суходіл.

## Демографія
Згідно з переписом 2010 року, у переписній місцевості мешкало 6446 осіб у 2651 домогосподарстві у складі 1622 родин. Густота населення становила 1296 осіб/км².  Було 2791 помешкання (561/км²).
Расовий склад населення:
| - 89,7 % — білих - 4,6 % — чорних або афроамериканців - 0,9 % — корінних американців - 0,8 % — азіатів - 1,4 % — осіб інших рас |

До двох чи більше рас належало 2,6 %. Частка іспаномовних становила 3,5 % від усіх жителів.
За віковим діапазоном населення розподілялося таким чином: 23,4 % — особи молодші 18 років, 62,9 % — особи у віці 18—64 років, 13,7 % — особи у віці 65 років та старші. Медіана віку мешканця становила 37,9 року. На 100 осіб жіночої статі у переписній місцевості припадало 91,5 чоловіків;  на 100 жінок у віці від 18 років та старших — 86,3 чоловіків також старших 18 років.
Середній дохід на одне домашнє господарство  становив 50 915 доларів США (медіана — 44 882), а середній дохід на одну сім'ю — 53 666 доларів (медіана — 55 404). Медіана доходів становила 40 077 доларів для чоловіків та 36 063 долари для жінок. За межею бідності перебувало 16,6 % осіб, у тому числі 22,9 % дітей у віці до 18 років та 9,8 % осіб у віці 65 років та старших.
Цивільне працевлаштоване населення становило 3085 осіб. Основні галузі зайнятості: освіта, охорона здоров'я та соціальна допомога — 20,3 %, роздрібна торгівля — 18,6 %, мистецтво, розваги та відпочинок — 13,4 %, науковці, спеціалісти, менеджери — 10,4 %.